# Леваков, Олег Александрович
Олег Александрович Леваков (5 декабря 1947, Ленинград — 15 мая 2024, Санкт-Петербург) — российский актёр театра и кино, театральный режиссёр. Народный артист Российской Федерации (2008).

## Биография
Олег Леваков родился 5 декабря 1947 года в Ленинграде.
В 1974 году окончил ЛГИТМиК (курс И. П. Владимирова).
С 1986 по 1988 год — стажировался по классу режиссуры под руководством И. П. Владимирова, получил квалификацию режиссёра-постановщика.
С 1974 и до последних дней жизни — актёр Театра им. Ленсовета.
Был вторым педагогом по актёрскому мастерству на курсе И. П. Владимирова в ЛГИТМиК.
Скончался 15 мая 2024 года на 77-м году жизни. Похоронен на Ковалёвском кладбище.
Олег Леваков был дважды женат, дочь Юлия Левакова (род. 24 августа 1976) — актриса театра и кино.

## Творчество

### Постановки в театре
- 1992 — «Месяц в деревне» И. С. Тургенева (Санкт-Петербургский академический театр имени Ленсовета))
- 1996 — «Трамвай „Желание“» Теннесси Уильямса[4]
- 2001 — «Судьба-Индейка» Николай Островский
- «Интимная жизнь»[5]
- 2009 — «Смешанные чувства» Ричард Баэра[6]
- 2011 — «Чайка» (комедия Чехова)
- 2014 — «Коза» (сентиментальная комедия по фельетону М. М. Зощенко в Мим-театре «МимИГРАнты»);
- 2014 — «Без вины виноватые» Александра Островского в Театре имени Ленсовета

### Фильмография
- 1978 — Дожди по всей территории — Сергей
- 1986 — Лермонтов — эпизод
- 2001 — Тайны следствия – Андрей Иванович Левичев, прокурор-криминалист
- 2001—2003 — Агентство НЛС – Иваныч
- 2005 — Тамбовская волчица
- 2006 — Коллекция
- 2009 — Старшеклассники 3
- 2008 — 9 мая. Личное отношение (новелла «Особое задание») — Моисеич
- 2010 — Литейный
- 2010 — Дорожный патруль — Гаврила Кузьмич Трешкин
- 2012 — Военная разведка. Первый удар (фильм 2-й «Задание, которого не было») — Яким, полицай
- 2015 — Своя чужая (серия «Метод шамана») — Пётр Ильич Степанов, бухгалтер
- 2016 — Мажор-2 — астроном
- 2018 — Дом с чёрными котами — Йонас Кальтюс
- 2019 — Условный мент — Пётр Петрович, ветеран
- 2019 — Алекс Лютый — профессор Алейник, коллекционер

## Награды и звания
- Заслуженный артист Российской Федерации (1993)
- Народный артист Российской Федерации (2008)
- Благодарность Президента Российской Федерации (2018)[7]